# 北港溪 (南投縣)
北港溪（泰雅語：Llyung Bnaqiy）位於台灣中部，為烏溪的主流上游，流域面積536.33平方公里，分佈於南投縣北部及台中市一小部分。最遠源流發源於標高2,532公尺之更孟山南側，向南南西流經翠巒、紅香、溪門，於馬家西側的紅香一號橋匯集左股發源於中央山脈合歡山西南坡往西流的瑞岩溪（傳統上認為發源於合歡山西側的瑞岩溪為主流），再往下游約300多公尺匯集右股源自白姑大山南側往東南流的帖比倫溪，續流至瑞岩後轉西偏南，經萱野、新生社 (眉原)、互助、清流、梅子林、北港、國姓，於柑子林的國姓橋與左股南港溪會合，改稱烏溪。

## 糯米橋

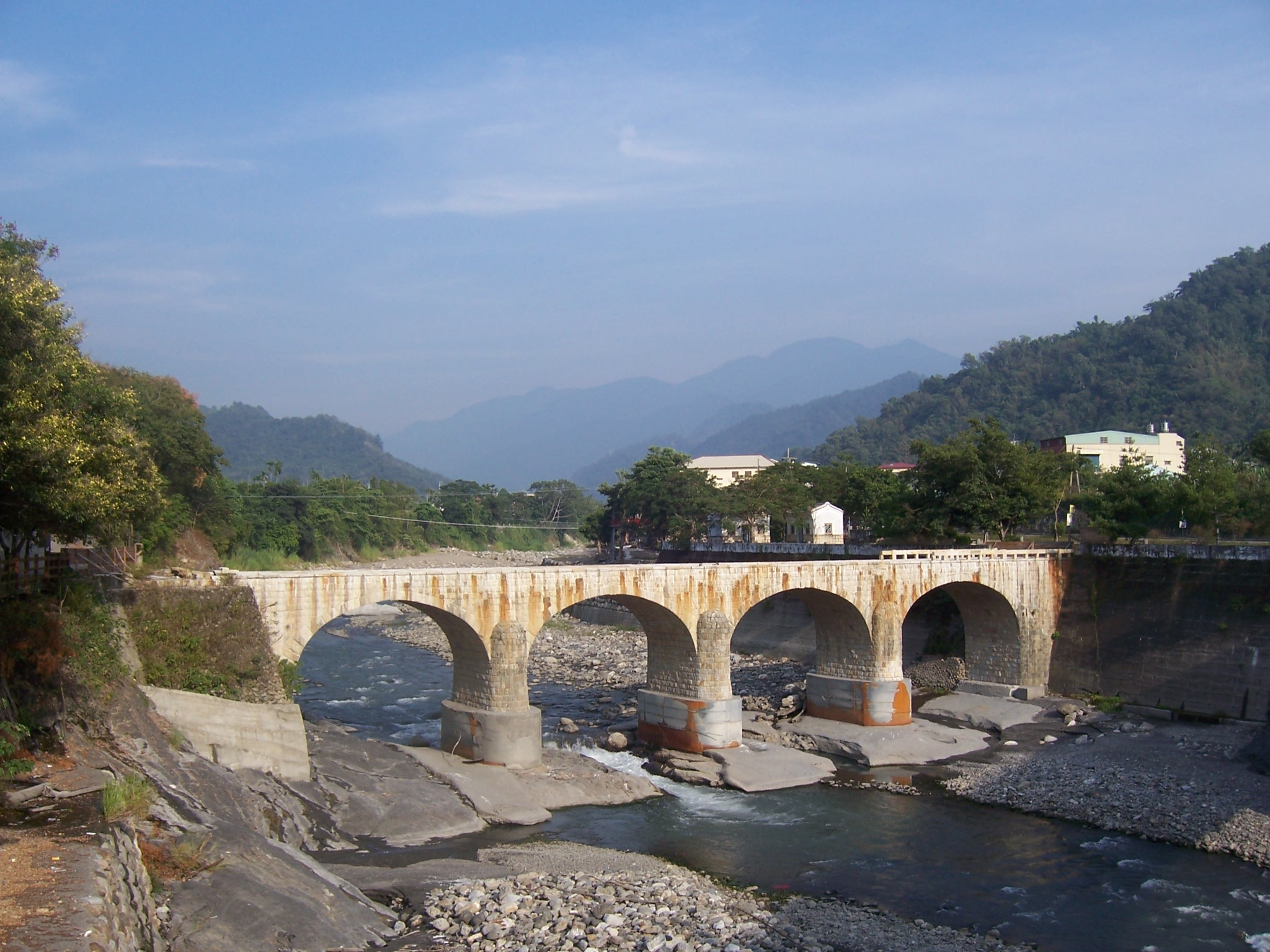
國姓鄉北港溪糯米橋

在南投縣國姓鄉北港村往惠蓀林場方向，過烏溪上游的，有一座跨越北港溪的糯米橋（即國姓鄉北港溪石橋）。監造人為林龍先生，出生於西元1898年12月27日，台灣彰化竹圍人。糯米橋是利用糯米、黑糖、石灰，代替水泥作為固定石塊的材料，因而得名。2004年糯米橋被公告定為三級古蹟，是第一座被定為古蹟的橋樑。

## 北港溪主要支流
- 北港溪：南投縣、台中市
  - 水長流溪：南投縣國姓鄉、台中市新社區、和平區
    - 水流東溪：南投縣國姓鄉
    - 二櫃溪：台中市新社區
    - 牛坪坑溪：台中市和平區
    - 包安溪：台中市和平區
    - 包拉五溪：台中市和平區

  - 眉原溪：南投縣仁愛鄉
  - 黃肉溪：南投縣仁愛鄉
  - 楊岸溪：南投縣仁愛鄉
  - 關刀溪：南投縣仁愛鄉
  - 尾敏溪：南投縣仁愛鄉
  - 九仙溪：南投縣仁愛鄉
  - 東峰溪：南投縣仁愛鄉
  - 椿谷溪：南投縣仁愛鄉
  - 合水溪：南投縣仁愛鄉
  - 布布爾溪：南投縣仁愛鄉
  - 發祥溪：南投縣仁愛鄉
  - 帖比倫溪：南投縣仁愛鄉
  - 瑞岩溪：南投縣仁愛鄉